# Mahlon Dickerson

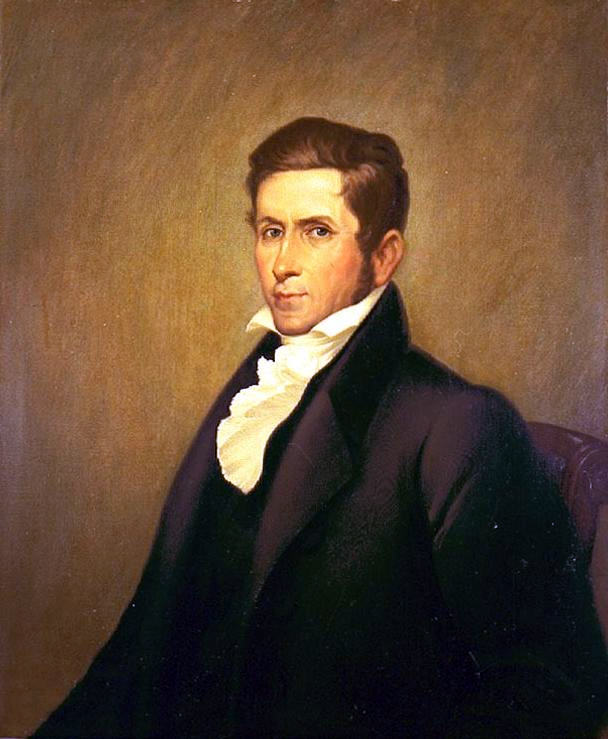
Mahlon Dickerson

Mahlon Dickerson, född 17 april 1770 i Morris County, New Jersey, död 5 oktober 1853 i Morris County, New Jersey, var en amerikansk politiker. Han var guvernör i delstaten New Jersey 1815-1817. Han representerade New Jersey i USA:s senat 1817-1833 (klass 2 fram till 1829 och klass 1 1829-1833). Han var USA:s marinminister 1834-1838. Brodern Philemon Dickerson var guvernör i New Jersey 1836-1837.
Dickerson utexaminerades 1789 från College of New Jersey (numera Princeton University). Han studerade sedan juridik och inledde 1793 sin karriär som advokat.
Dickerson efterträdde 1815 William Sanford Pennington som guvernör i New Jersey. Han valdes sedan till USA:s senat som demokrat-republikan och efterträdde 4 mars 1817 John Condit som senator för New Jersey. Han avgick 30 januari 1829 som senator och efterträddes av Theodore Frelinghuysen men blev omedelbart omvald som efterträdare till Ephraim Bateman i klass 1. Han satt sedan i senaten fram till slutet av Batemans mandatperiod år 1833 och efterträddes av Samuel L. Southard. Dickerson var anhängare av Andrew Jackson och han gick med i demokraterna. Han efterträdde 1834 Levi Woodbury som marinminister och efterträddes fyra år senare av James Kirke Paulding. Han tjänstgjorde 1840 som domare i New Jersey.